# 绝妙好词
《绝妙好词》是一本宋词的选集。南宋末年，萃集临安的江湖词人曾结成“西湖吟社”，这个词社在历史上主宰了宋元之交的雅派词坛。它的核心是当时的一批文人雅士，尤其是音乐家，据考其活动主要是传授音律，分题赋词等。这个骚雅词社早期的领导人是杨缵和张枢，后期则是周密。在宋末元初，周密一直是雅词词坛的领袖，编有词选《绝妙好词》流传于世，其中清晰的选词观可说集中反映了宋末临安词人群体的观念。
张炎在《词源》中赞其“精粹”，但当时“其板不存”印数太少，元明数百年均不见著录，直至清初发现其元抄本为毛氏汲古阁，钱谦益述古堂收藏，才重现人世。清人高士奇在序中写道：“兹选披沙拣金，合一百三十二人，为词不满四百，亦云精矣。”厉鹗序则评曰：“宋人选本朝词，如曾端伯《乐府雅词》、黄叔旸《花庵词选》，皆让其精粹。”四库全书总目提要称其“去取谨严，犹在曾慥《乐府雅词》、黄昇《花庵词选》之上。”此前也标榜“雅词”的《梅苑》、《复雅歌词》都是兼采唐、五代与北宋词，而《草堂诗余》、《阳春白雪》、《乐府雅词》并不遵守严格的时代顺序，或是仅仅漫录选者当时的词作，无完整的时代起止；《花庵词选》相对比较注重时代顺序，体例也较为成熟，但是在南渡词人的归属上不很严谨，受到后人批评。《绝妙好词》成于宋亡后，所录词人从南渡词人开始，至亡宋遗民为止，断代相当清晰，体制也非常科学。
《绝妙好词》在选取的时期、体例乃至名称上，均暗示出接续《花庵词选》并有意与之争一高下的迹象。从时期上看，《花庵词选》成于淳佑九年，其下卷《中兴以来绝妙词选》以淳佑年为下限；《绝妙好词》所选始于南渡词人，但以宋末时期的词人为主，时间侧重上正是相承接的。在体例上二者都采取了以词人年代先后为序的方式，可见编选方式上的承袭关系。
周密的选词标准目的性明确，为开一派之风，作为雅词集团的标志，并确立雅词的审美

## 词人典范
从词人名录上可以看出相当明显的雅词词统意识，可以说主要勾画了姜夔以来的宗派系统图。选词最多的词人前后分别为：卢祖皋入选十首，姜夔入选十三首，史达祖入选十首，吴文英入选十六首，李彭老入选十二首，李莱老入选十三首，周密入选二十二首，王沂孙入选十首。周密本人以外，这几人除了作为宗师的前辈词人，就是与周密声应气求的知友。他们与其余一百多词人在选词数量上相差非常悬殊，显然周密有意凸显出他们的地位，将雅词主将们作为典范。其中周密自己录入的词数量居首位，毫不谦让，俨然以派主自居。另外，词选中录入了许多与周密相唱和的作品，如李彭老有四首标明与周密唱和，李莱老有三首，王易简有一首，张炎一首，王沂孙有三首。公然呼朋引伴，大有一派的词坛领袖作风。
除了雅词的代表词人外，《绝妙好词》同样收入了当时被雅词词人们认为多作“豪气词”的词人。如一开篇就是张孝祥、陆游等，南宋豪放一系的刘过、陈亮、辛弃疾、刘克庄、吴潜等人也居然都有作品入选。但是，所收词作都不是他们最为称道的风格雄健的一类，而是符合周密的雅词标准的少数作品。选录这些词人的部分作品不能不说是有深意的，一方面《绝妙好词》是雅词一派典范的选集，另一方面周密显然不愿意将当时著名的豪放词人忽略过去而让《绝妙好词》仅仅成为雅词词派内部的选集。这样的选词方法既保证了作品的“雅”，也纳入了南宋几乎全部的著名词人，超出雅词一派而成为了整个南宋词坛的作品选集。然而周密没有采取《花庵词选》那样以辛弃疾、姜夔两种词风并举的选词方式，仅以骚雅一派为重。他对于豪放词人，从选词的数量上没有体现出与一般的词人的区别，无疑将豪放一派的词人排斥在典范词人之外。这样，《绝妙好词》在词人的选择上明显反映出周密以雅词派为南宋词坛真正的统帅，并认为其代表南宋词最高成就的词学批评观念。

## 词章风格
对于《绝妙好词》的词句，清人钱曾在《述古堂藏书》题词中称赞其“选录精允，清言秀句，层见叠出，诚词家之南、董也。”“清言秀句”的确是其选词首要的标准。词选中有讲究含蓄“不露”之美的吴文英词，包括张炎在《词源》中作为“质实”的批评对象的《声声慢》 ；有风格近似《花间》而更清丽的如江开《谒金门》，李莱老《清平乐》，张枢《谒金门》；还有具民歌风味的口语化作品如赵汝茪《梅花引》、李莱老《生查子》等。风格虽多样而词句的清秀是绝对的尺度。甚至“豪气”词人辛弃疾入选的词作如《摸鱼儿》、《祝英台近》也都是寓意豪旷，字句却清秀婉雅的作品。同样，陈亮的《水龙吟》被刘熙载在《艺概》中评为“言近旨远，直有宗留守大呼渡河之意！”，却也能入选在这部标榜清雅的词选中，自然是因为语言妍丽秀美。足见周密选词对“雅”的要求，主要在于字面而非内涵。只要不作粗豪之语，现实意义较强的作品并不见得被排斥。同时，尤其重视“于好发挥笔力处，极要用功”的作品，让许多并不知名，词作也并非通篇俱佳的词人赖一二妙句得以留名后世。
在慢词和小令的比例上，周密是相当用心的，几乎是慢词令曲各半，而且在每个所选的词人下也尽量做到二者数量的平衡，与赵闻礼明显侧重于慢词不同。例如吴文英以慢词名，且在《全宋词》所录梦窗词中令曲量仅占慢词量的半数稍多，《绝妙好词》中选入其慢词六首，令曲却有十首，可见是相对重视他的疏朗明快的小令；王沂孙《碧山乐府》几乎都是慢词，今《全宋词》存其完整小令仅六首，《绝妙好词》中就选入四首；自己的二十二首词中，也有十首“效颦词”，都是小令。这体现出周密希望尽可能反映雅词全貌以及各方面成就的苦心，尽量避免给后人以本派雅词成就只在于慢词的印象。然而后世公评小令的最高成就依然在于五代与北宋，周密此举似乎并不见效。

## 选词内容
从数量上考察，《绝妙好词》大多数的词作是吟风弄月，歌咏高蹈的，题材比较局限。谢章铤在《赌棋山庄词话续编》卷五对南宋词家评曰：“有花柳而无松柏，有山水而无边塞，有笙笛而无钟鼓。”这一局限性正与周密本人创作观念相符合。少数的词人如周密本人和范成大，自身的创作原本就多选这类内容，但是其他大部分词人事实上的词作风格和侧重都不相同；入选的作品却都以此为主要题材，可见出周密词观的强烈主导性。
如张孝祥，其创作既有意追步苏轼，且寄战乱之哀愤，接近辛弃疾，多“忠愤气填膺”（《六州歌头》）之句，但入选《绝妙好词》的四首作品前两首《念奴娇·过洞庭》和《西江月·丹阳湖》都是以临水感怀为题材，超拔旷逸的作品。被黄昇评为“词多壮语，概学稼轩者也。”（《花庵词选》）的刘过，稍减“壮语”的对景感怀词《唐多令》（芦叶满汀洲）也被周密细心地收录进去。选词写景的笔法都非常注重《词源》中指出的“景中带情，而有骚雅”，如张炎作为例证的辛弃疾《祝英台近》，又如“店舍无烟，关山有月，梨花满地。”（黄孝迈《水龙吟》）被刘克庄评为：“其清丽，叔原（晏殊）、方回（贺铸）不能加；其绵密，骎骎乎秦郎（秦观）‘和天也瘦’之作。”或许由周密选辑此词选时特定时期的心态所致，《绝妙好词》多选择凄凉掩抑之作，这也同时是与应歌的词选的一个重要区别。
此外，词选中应社词的比重很大。广义的应社词除了集会活动的词作外也包括词人互相唱和寄赠的作品，如李彭老《一萼红·寄弁阳翁》与李莱老《惜红衣·寄弁阳翁》是周密回湖州之后词人间的寄赠之作，张炎的《甘州·饯草窗西归》也是这样的作品。这些作品的功能与应歌绝无关系，却与寄赠诗相同。抒情主人公大都是男性作者本身，对于女性的描写少而且典雅，标志着选词与流行歌曲完全划清界限，是文人领域比较纯正清雅的私人化或小团体化的艺术歌曲。
《绝妙好词》中也选入大量咏物词，这是最能代表词的雅化程度的一类。其中例如梅花、荷花、海棠、桂花、杨花等各种花的意象非常突出。其中一部分意境清冷孤高，有遗世独立之风，人格象征意味很浓。如王澡《霜天晓角》咏梅云：“疏明瘦直。不受东皇识。留与伴春终肯，千红底、怎著得？”又如楼槃《霜天晓角》咏梅云：“剪雪裁冰，有人嫌太清。又有人嫌太瘦，都不是，我知音。”也有一部分带象征性的身世之感，如陈策《满江红》咏杨花云：“委地身如游子倦，随风命似佳人薄。”；赵闻礼《水龙吟》咏水仙花云：“含香有恨，招魂无路，瑶琴写怨。”另有一部分则与宋人咏物诗极接近，以联想描摹的巧妙新奇为目标，体现文人玩物心理。如史达祖《东风第一枝》咏春雪云：“巧翦兰心，偷粘草甲，东风欲障新煖。”及吴文英《西江月》咏青梅晚花云：“绿阴青子老溪桥，羞见东邻娇小。”所讲究的即张炎在《词源》“意趣”条所说的：“词以意为主，不要蹈袭前人语意。”感情色彩相对较淡。然而，无论是物我合一还是以我观物，在咏物入神标准下都是不可多得的佳作，三种倾向的区别只在于对物的神韵的把握方向上。
此选成于宋亡后，其中表现故国之思的作品相当突出。《郑思肖文集》附录《王行题周草窗画像》称赞周密：“宋运既徂，吴有三山郑所南先生，杭有弁阳周草窗先生，皆以无所责守而志节不屈著称。……介然独立，足以增亡国之光。”周密作为一个清高独立的遗民，无疑会特别注重将抒写亡国之恨，黍离之悲的词作选入《绝妙好词》。首先周密自作词入选的就有相当数量在题序上已表明是以此为主题的，如《扫花游·九日怀归》、《法曲献仙音·吊雪香亭梅》、《高阳台·送陈君衡被召》等，《乐府补题》中的《水龙吟·白荷》则已被证明是有寄托的咏物词。对于其他词人也非常注重选他们痛悼亡国的词作；在词人方面宋遗民词人也占多数，词选中卷五、卷六、卷七几乎都是遗民词人。以至于宋翔凤在《乐府余论》中认为：“南宋词人系情旧京，凡言归路、言家山、言故国、皆恨中原隔绝，此周公谨氏《绝妙好词》所由选也。” 而《唐宋词社会文化学研究》的作者沈松勤则从应社词的角度来看，南宋应社词的绝唱《乐府补题》由于有悼念故国的寄托，正可作为对清人周济“北宋有无谓之词以应歌，南宋有无谓之词以应社。”的反驳。

## 文献
- 《全宋词》       唐圭璋编   中华书局    1964年
- 《绝妙好词译注》  邓乔彬    彭国忠    刘荣平     2000年
- 《梦梁录  武林旧事》   吴自牧   周密撰   傅林祥注   山东友谊出版社   2001年
- 《浩然斋雅谈  云烟过眼录   澄怀录》  周密    辽宁教育出版社 2000年
- 《癸辛杂识  外八种》  周密    上海古籍出版社   1991年
- 《唐宋词社会文化学研究》    沈松勤      浙江大学出版社  2001年
- 《中国词学史》     谢桃坊   巴蜀书社出版社     1993年
- 《吴熊和词学论文集》     吴熊和     杭州大学出版社    1999年
- 《龙榆生词学论文集》  龙榆生         上海古籍出版社 1997年
- 《周密词及其研究》      金启华    萧鹏     齐鲁书社     1993年
- 《词源注  乐府指迷注》   夏承焘校注    蔡嵩云笺释   人民文学出版社   1963年
- 《宋人雅词原论》      赵晓兰        巴蜀书社     1999年
- 《唐宋人词话》   孙克强编    河南文艺出版社  1999年
- 《两宋词坛雅俗之辨》    聂安福     《中国韵文学刊》   1997年
- 《论南宋后期词人的布衣化倾向》    《北京师范大学学报》：人文社科版  2000年第三期
- 《西湖吟社考》     萧鹏     《词学》 第七辑
- 《姜夔与南宋文化》 赵晓岚    学苑出版社  2001年
- 《宋代词学审美理想》张惠民  人民文学出版社  1995年
- 《清词史》 严迪昌  江苏古籍出版社  1999年
- 《词集考 唐五代宋金元编》 饶宗颐   中华书局  1992年